# Kunst im öffentlichen Raum in Meinerzhagen
Kunst im öffentlichen Raum in Meinerzhagen umfasst öffentlich zugängliche Plastiken, Skulpturen, Brunnen, Wandmalereien, Mosaike und Graffiti im Gebiet der sauerländischen Stadt Meinerzhagen. Die nachstehende Liste von Kunstwerken im öffentlichen Raum ist nicht vollständig. Sie wird kontinuierlich ergänzt.

## Liste
| Bild           | Titel/Bezeichnung                        | Standort                                                 | Künstler                                                                                                | Entstehung | Anmerkungen |
| -------------- | ---------------------------------------- | -------------------------------------------------------- | --- | ---------- | --- |
| weitere Bilder | Karl vom Ebbe                            | Hauptstraße 12 Lage                                      | Michael Franke                                                                                          | 1996       | Lebensgroße Skulptur aus Bronzeguss, die den typischen Sauerländer aus früherer Zeit, der mit der Kiepe durch das Land zog, um seine Erzeugnisse zu verkaufen oder Tauschgeschäfte zu tätigen, symbolisieren soll. |
| weitere Bilder | Schützenumzug                            | Am Schützenplatz/Im Brannten/Fumberg (Kreisverkehr) Lage | Thomas Walther                                                                                          | 2010       | Kunst im Kreisverkehr: Bis zu 2,70 m hohe Figurengruppe aus 20 mm dickem Cortenstahl mit Silhouetten von acht Schützen, einem Fahnenträger und der Symbolfigur Karl vom Ebbe. |
|                | Ingrid und Fred                          | Potsdamer Platz, Valbert Lage                            | Christel Lechner                                                                                        |            | Zwei Skulpturen |
|                | Denkmal                                  | Fürwiggetalsperre                                        | | 1907       | Das Denkmal ist den „Vorstehern“, dem Lüdenscheider Industriellen Carl Berg, dem Brüninghauser Unternehmer Peter-Robert Plate und Rud. Berg gewidmet, die an der Errichtung der Staumauer beteiligt waren. |
|                | Der schnelle Weg                         | Fritz-Paulmann-Weg/Volmequelle Lage                      | Künstlerin aus Brieselang bei Berlin                                                                    |            | Künstlerisch gestalteter Scheuerpfahl, der im Zuge des Projekts „Scheuerpfähle fürs Volmetal“ geschaffen wurde. Die Skulptur steht unweit der Volmequelle. Am Scheuerpfahl befinden sich Figuren aus Acrylglas, die bei verschiedenen Lichtverhältnissen, den Betrachter immer wieder neues entdecken lassen. |
|                | Tauben, die sich in den Himmel schrauben | Heed Lage                                                | Kinder der Wirtschaftsjunioren Lüdenscheid (mit Unterstützung des Kunstvereins VAKT und Peter Jasinski) |            | Künstlerisch gestalteter Scheuerpfahl, der im Zuge des Projekts „Scheuerpfähle fürs Volmetal“ geschaffen wurde. Die Skulptur westlich des Wanderparktplatzes „Heed“ entstand in einem Workshop mit Kindern zum Thema Frieden und Zukunftswünschen und soll Tauben, die sich in den Himmel schrauben zeigen. Die Silhouetten der Tauben wurden am Scheuerpfahl und über dem Scheuerpfahl auf einem Draht, der sich nach oben kreisförmig öffnet, angebracht. |
|                | Schutzengel                              | Heerstraße 3 Lage                                        | Günter Blanck                                                                                           |            | Künstlerisch gestalteter Scheuerpfahl, der im Zuge des Projekts „Scheuerpfähle fürs Volmetal“ geschaffen wurde. Der aus einer Alteisenplatte mit einem Schweißbrenner geschnittene vierflügelige Schutzengel ist an zwei Rundstangen auf dem Scheuerpfahl angebracht und soll ein Symbol der Hoffnung sein. Die Skulptur trägt mittig ein Kupferblech, ähnlich einem Windrad. Die sieben regenbogenfarbigen Flügel sollen eine "kreisende dynamische Bewegung des Lebens" abbilden. Die auf dem Windrad mittig angebrachte linksdrehende Spirale soll für Anfang und Ende oder auch Kommen und Gehen stehen. |
|                | Mensch, Maschine, Kultur                 | Auf dem Bamberg 3 Lage                                   | Peter Jasinski                                                                                          | 2021       | Künstlerisch gestalteter Scheuerpfahl, der im Zuge des Projekts „Scheuerpfähle fürs Volmetal“ geschaffen wurde. Um eine alte ausgemusterte Stanzmaschine des Unternehmens Busch & Müller aus dem Jahr 1952 wurden drei Scheuerpfähle errichtet. Bei dieser Kunstinstallation, bei der Kultur und Industrie verbunden werden sollen, geht es dem Künstler um die Frage "wer dominiert wen im Zusammenspiel Mensch, Maschine und Natur". Auf zwei Pfählen ist jeweils die Silhouette von einem Auge angebracht. Auf den dritten Scheuerpfahl befindet sich ein hellblauer Roller mit Gummireifen.              |
|                | Wegweiser                                | Dürhölten Lage                                           | Peter Jasinski                                                                                          |            | Künstlerisch gestalteter Scheuerpfahl, der im Zuge des Projekts „Scheuerpfähle fürs Volmetal“ geschaffen wurde. Der am Wanderweg X 20 stehende Scheuerpfahl hat im oberen Teil quer einen Wegweiser nach rechts und links eingearbeitet, der keine Ziele angibt. Ein Piktogramm mit einer sitzenden Person zeigt nach links. Ein WC-Piktogramm für Mann und Frau zeigt nach rechts. Die Kunstinstallation soll die Frage aufwerfen, "ob jeder Einzelne sich auf dem Weg befindet, den er gehen möchte und mit welchem Ziel vor Augen".                                                                       |